# Lief Festival
Lief Festival is een Nederlands festival voor elektronische muziek dat jaarlijks aan het eind van de zomer, in het eerste weekend van september, wordt gehouden. Het festival bestaat sinds 9 september 2006. Sinds 2007 is Lief ieder jaar uitverkocht geweest.
Op het festival wordt voornamelijk techno, tech-house en deephouse gedraaid, maar er zijn ook area's verspreid over het terrein met meerdere muziekstijlen als house en disco. Na festivalthema's als Feest in de Dierentuin, Feestend op Wereldreis en 10 Jaar Lief, kwam het festival in 2016 naar buiten met Don't Ever Lose Your Sense Of Wonder.
De organisatie achter Lief festival is XSENSE, onder meer ook verantwoordelijk voor Geheime Liefde en Sneeuwbal Winterfestival en HRFST.

## Locatie
Het festival vindt plaats in Utrecht aan de recreatieplas Strijkviertel. Dit terrein bestaat uit een lang pad om het water, waarmee bezoekers zich van stage naar stage kunnen begeven. Onderweg zijn kleine, verrassende area's verstopt (zoals de kenmerkende stage in de bosjes, een area op het water of feest op een boot), samen met verschillende lounges en activiteiten.

## Line-up van voorgaande edities
| Editie       | Locatie                      | Optredens |
| ------------ | ---------------------------- | --- |
| Line-up 2015 | Area 1                       | Nic Fanciulli, Matthias Tanzmann, Karotte, Dominik Eulberg, Cleavage, Luuk van Dijk, PakPak                                                                                         |
| Line-up 2015 | Area 2                       | Joris Voorn, Technasia, Dosem, Joran van Pol, Klaudia Gawlas, Bram Fidder, Jochem Hamerling                                                                                         |
| Line-up 2015 | Area 3                       | Oliver Heldens, Quintino, La Fuente, Dirtcaps, Julian Calor, Pep & Rash, Lucas & Steve, House Soldiers                                                                              |
| Line-up 2015 | Area 4                       | ROD, Sandrien, Egbert, Prunk, Dispar Vulgo, KAAP, Janick Megroot |
| Line-up 2014 | Oxotho                       | Nicole Moudaber, Gregor Tresher, Sigha, Rebekah, NiereichTechno, Joran van Pol |
| Line-up 2014 | Amour                        | AKA AKA & Thalstroem, Boris Brejcha, Monkey Safari, Jay Lumen, Arjuna Schiks, Erick Eerdhuizen, Illesnoise                                                                          |
| Line-up 2014 | Lief                         | Twoloud, Ummet Ozcan, Oliver Heldens, Merk & Kremont, MOTi, Dirtcaps, Mr. Belt & Wezol, House Soldiers                                                                              |
| Line-up 2014 | Liebe                        | Abstract Division, Sandrien, Maarten Mittendorff & Jasper Wolff, Stratum & Bosman, Samuel Deep, L’Atelier, MvdL                                                                     |
| Line-up 2013 | Koning Leeuw                 | Ben Sims, Kevin Saunderson, Kaiserdisco b2b 2000 and One, Ramon Tapia, Marco Lys, Sebastian Flaes                                                                                   |
| Line-up 2013 | Gorilla Rots                 | Klaudia Gawlas, Egbert, Alan Fitzpatrick, Perc, Cari Lekebusch, Joran van Pol |
| Line-up 2013 | Flamingo Beach               | Pig & Dan, Alle Farben, Hollen, Oliver Schories (live), Olivier Weiter, Arjuna Schiks                                                                                               |
| Line-up 2013 | Giraffen verblijf            | Oliver Heldens, Blasterjaxx, Swolenbeatz, Jimmy Clash, Mucho |
| Line-up 2013 | Papegaaien Feestkooi         | Feestdj Jeroen, Jeroen van Velden |
| Line-up 2012 | Fijn                         | Kaiserdisco, Man Zonder Schaduw, Alex Under, Pirupa, Mike Ravelli & Miss Melera, Tofke vs Ugur Yurt, J.A.C.C.O.                                                                     |
| Line-up 2012 | Ruig                         | Oscar Mulero, Tommy Four Seven, Bart Skils, Sandwell District, Nuno Dos Santos, Billy Mason, Milo Moraes                                                                            |
| Line-up 2012 | Hart                         | Michael Calfan, Deniz Koyu, Shermanology, Promise Land, The Partysquad, La Fuente & MC Gee, Sem Thomasson                                                                           |
| Line-up 2012 | Vaag                         | Brutuzz, Nicon, Akkachar, Karimooo, Addergebroed, Full Crate |
| Line-up 2012 | Fuif                         | Feestdj Ruud, Wipneus & Pim, Feestdj Jeroen |
| Line-up 2011 | Chateau du Lief              | Nicky Romero, Bingo Players, Thomas Gold, Sebastien Drums, Manufactured Superstars, Stefano Noferini, Sound of Stereo, Erick Eerdhuizen, Soundbites                                 |
| Line-up 2011 | Solid Grooves                | Technasia, Bart Skils, Egbert, Detroit Grand Pubahs, Tim Wolff, Peter van Hoesen, Paul Boex, Remigius                                                                               |
| Line-up 2011 | Subculture Strandstage       | Paco Osuna, Marc Houle, Julien Chaptal, Lauhaus, Shonky, Channel X, Pinxt |
| Line-up 2011 | Lief LIVE                    | Baskerville (live), Waxdolls, Nobody Beats the Drums, Skip&Die, TWR72, Henzel & Disco Nova, Dem Slackers, Beat the Bastardz, The Longmen                                            |
| Line-up 2011 | Kranck                       | Johanna Mercker, Bas Struik, Erik Heijting, Miss Fuzzy, Mesquitas, Weissnicht, Visser b2b Leonardo                                                                                  |
| Line-up 2011 | Sweet Thirty                 | Nizzle, Italo Elite, Schoolplein, Teenage Lady Killers, Don Jenver |
| Line-up 2010 | Mainstage                    | Andrei Russo, Bart B More, Benny Rodrigues, Bingo Players, Chocolate Puma, Freemasons, Kraak & Smaak, Luciën Foort, Mason, Sebastian Sleebos, Sneak, Live: Arjuna Schiks, MC: Mo MC |
| Line-up 2010 | Solid Grooves                | Bone, Delta Funktionen, Invite, Jesse Rose, Miss Djax, Quince, Remigius, Secret Cinema, Live: Peter, Horrevorts                                                                     |
| Line-up 2010 | Subculture Strandstage       | André Galluzzi, Bas Struik, DGdaan, Dominik Eulberg, Empro, Kabale und Liebe, Marcus Meinhardt, Martijn, de Blaey, Pinxt, Live: Lützenkirchen                                       |
| Line-up 2010 | Loosefit Eiland              | Boemklatsch, Chezz, Deep Diggin’, Fun Lovin' Criminals, Leroy Rey, Manga, Mike Latina, Phil Horneman, Ronny Hammond, The Flexican, The Freshest Kidz                                |
| Line-up 2010 | Rebellion Bos                | Billy Nasty, Boy Bianchi, Dennis Ruyer, Electric Twins, Franklin Reeves, Kevin Arnemann, Lone Striker, Philip Young, Prins Jan, Soundbites                                          |
| Line-up 2010 | Suprisestage                 | Audiophox, De grote Vinnie, Donnie & Sjakie show, Hettoblaster |
| Line-up 2009 | Mainstage                    | Andrei Russo, Bart B More, Benny Rodrigues, Bingo Players, Chocolate Puma, Freemasons, Kraak & Smaak, Luciën Foort, Mason, Sebastian Sleebos, Sneak, Live: Arjuna Schiks, MC: Mo MC |
| Line-up 2009 | Solid Grooves                | Bone, Delta Funktionen, Invite, Jesse Rose, Miss Djax, Quince, Remigius, Secret Cinema, Live: Peter, Horrevorts                                                                     |
| Line-up 2009 | Subculture Strandstage       | André Galluzzi, Bas Struik, DGdaan, Dominik Eulberg, Empro, Kabale und Liebe, Marcus Meinhardt, Martijn, de Blaey, Pinxt, Live: Lützenkirchen                                       |
| Line-up 2009 | Loosefit Eiland              | Boemklatsch, Chezz, Deep Diggin’, Fun Lovin' Criminals, Leroy Rey, Manga, Mike Latina, Phil Horneman, Ronny Hammond, The Flexican, The Freshest Kidz                                |
| Line-up 2009 | Rebellion Bos                | Billy Nasty, Boy Bianchi, Dennis Ruyer, Electric Twins, Franklin Reeves, Kevin Arnemann, Lone Striker, Philip Young, Prins Jan, Soundbites                                          |
| Line-up 2008 | Lief & Supersunday Mainstage | Alan Braxe, Dr. Lektroluv, Erick E, Gregor Salto, Luciën Foort, Melvin Reese, Ricky Rivaro, Ron Carroll, Sunnery James & Ryan Marciano, Live: Jethro Angkotta, MC: Dice., MC: Gee   |
| Line-up 2008 | Solid Grooves Technodome     | Alchemist, Ben Sims, Benny Rodrigues, Invite, Peel Seamus, Tim Nieburg, Tyree Cooper, Warren Fellow, Live: Detroit Grand Pubahs, Live: Qbical, Live: Quince, Live: Secret Cinema    |
| Line-up 2008 | Underground Rebellion Stage  | Audiophox, Boy Bianchi, Dennis Ruyer, Franklin Reeves, JP, Mark August, Patch Park, Philip Young, Van Meeteren & Hyde, Zoë Noa                                                      |
| Line-up 2008 | Subculture Beachstage        | Johanna Mercker, Juan Sanchez, Marcus Meinhardt, Miss Melera, Pinxt, The Cheapers, Tobi Neumann, Live: Format B, Live: Gabriel Ananda                                               |
| Line-up 2008 | Hecticeclectic Forest        | Boemklatsch, Bono, Carita la Niña, Desperate Houseman, Dynamite, Groovebrother, Hitmeister D, Jeroenski, Moony, The Flexican, MC: Mr.Musica!                                        |
| Line-up 2008 | Suprisestage                 | Audiophox, De grote Vinnie, Donnie & Sjakie show, Hettoblaster |
| Line-up 2007 | Supersunday Mainstage        | Baggi Begovic, MC: Dice., MC: Gee, Melvin Reese, Sebastien Leger, Gregor Salto, Luciën Foort, Roog, Erick E, Benny Rodrigues, Bodyrox, David Vendetta                               |
| Line-up 2007 | Subculture strand stage      | Live: Quince, , Live: Secret Cinema, Wijnand, Lennert Bezemer, Invite, Pinxt, Nuno dos Santos, Danilo Vigorito, Marcus Meinhardt, Bart Skils                                        |
| Line-up 2007 | Nieuwe liefde stage          | Shinji Wasabi, Mr. Pink, Winston Wolf, Chahir Bali, Mark van den Brink, Prunk Le Funk, Bart B More, Tony Flexx, Bono, Leonardo, MC: Yadra, Greed 'n Pride, Dani-L, Peddo, UP        |
| Line-up 2007 | Lief park hosted by dynamite | Dynamite, MC: Stanga, Quame, J-Flava, Mucho |
| Line-up 2006 | Lief veld                    | Bono, D-Rashid, Kevin Saunderson, Laidback Luke, Melvin Reese, Rob Soulfire, Sidney Samson, Tony Cha Cha, MC: Dice                                                                  |
| Line-up 2006 | Lief strand                  | Bart B More, Chahir Bali, GenErik, Invite, Mark van den Brink, MarYsol, Milan Macho, Nuno dos Santos, Tony Flexx                                                                    |
| Line-up 2006 | Lief park                    | D-Virus, Don Jenver |